# アランデル
アランデル（英語: Arundel [ˈærəndəl], 現地語: [ˈɑːndəl]）は、イングランドウェスト・サセックス州アランにあるマーケットタウン、行政教区。
1835年の行政改革の影響を受けたバラであり、1836年から89年までは独自の警察を有していた。その後1974年の地方行政改革でアラン・ディストリクトに組み込まれ、現在はタウン・カウンシルを持つ行政教区となっている。

## 地理
行政教区としてのアランデルは市街地よりも広い領域を有している。旧市街と新市街は南北で分かれており、間を幹線道路が通っている。
アランデルにはアラン川を渡るための橋が架けられており、この橋は1908年にリトルハンプトンに橋が架かるまでは最も下流にある橋だった。ノルマン人によって建てられたアランデル城の目的は、サウス・ダウンズを通って北側にある平地を防衛するためであった。

## 社会
中世に建てられたアランデル城とアランデル大聖堂が保存されている。人口では他の教区よりも少ないが、指定建築物の数ではチチェスターについで州内2位である。町の東側をアラン川が流れている。

## 交通
道路
- A27号線（英語版）

鉄道
アラン・ヴァレー線
- アランデル駅（英語版）

## 出身人物
- ジュディ・ギーソン - 女優